# 1746 en droit
Cet article présente les faits marquants de l'année 1746 en droit.

## Événements
- Persécution des missionnaires chrétiens en Chine, considérés par l’État comme des rebelles qui complotent avec l’étranger[1].
- Le hospodar Constantin Mavrocordato abolit le servage en Valachie[2].
- Wales and Berwick Act qui prévoit que toute référence à l'Angleterre dans une loi du Parlement comprend des références au pays de Galles et à Berwick[3].
- Russie : oukase ordonnant aux roturiers de vendre leurs domaines et leur défendant d’acheter des serfs[4].

- 1er août : Dress Act ; Le port du kilt est interdit en Écosse[5].

- 21 octobre : traité de Madras. La Bourdonnais refuse de brûler Madras et propose de la ville aux Britanniques contre 9 millions de livres. Il sera accusé d'intelligence avec l'ennemi et embastillé en 1748. Dupleix annule la capitulation accordé à la ville de Madras le 7 novembre[6].

## Naissances
- 27 février : Carl Gottlieb Svarez, juriste prussien, qui a collaboré à la rédaction du code prussien († 14 mai 1798).

## Décès
- 10 janvier : Abraham Wieling, jurisconsulte allemand, né en 1693.
- 25 mai : Johann Gottfried Schaumburg, juriste allemand, professeur de droit à l'Université d'Iéna, né le 18 avril 1703).